# Dilagharda
Dilagharda est un village de la région de Fizouli en Azerbaïdjan.

## Histoire
En 1993-2020, Dilagharda était sous le contrôle des forces armées arméniennes. En 2020, la région de Fizouli, y compris le village de Dilagharda, a été restituée sous le contrôle de l'Azerbaïdjan.

## Économie
La principale occupation de la population du village est céréaliculture, viticulture et l'élevage.

## Population
Selon les statistiques de 1886, la population du village est de 710 personnes.

## Culture
Avant l'occupation, il y avait une école secondaire, un club, une bibliothèque et un poste médical dans le village.